# Henrik Røa
Henrik Røa (* 5. August 1995 in Oslo) ist ein norwegischer Skirennläufer. Er startet für den Klub IL Heming und ist auf die Disziplinen Abfahrt und Super-G spezialisiert.

## Leben und Karriere
Henrik Røa wuchs in Oslo auf. 2015 nahm er an den Juniorenweltmeisterschaften im norwegischen Hafjell statt und belegte den vierten Platz in der Abfahrt, nachdem er einen Tag zuvor Trainingsschnellster geworden war. Einen Monat später, im April 2015, gewann er in Sundsvall sein erstes FIS-Rennen im Slalom. Bei der norwegischen Meisterschaft im selben Jahr wurde er Siebter im Riesenslalom. Trotz dieser Leistungen und weiterer guter Platzierungen wurde er zunächst nicht in den A-Kader der norwegischen Nationalmannschaft berufen. Er arbeitete zeitweise als Fahrradkurier in seiner Heimatstadt Oslo.
Sein Debüt im Weltcup gab Røa am 20. Dezember 2019 in Gröden, als er jedoch im Super-G disqualifiziert wurde. Erste Platzierungen im Weltcup erreichte er ein Jahr später am selben Ort mit einem 49. Platz im Super-G und einem 46. Platz in der Abfahrt. Aufhorchen ließ er, als er am 24. Januar 2021 auf der Streif in Kitzbühel den 16. Platz erreichte. Durch diese Leistung wurde er zu einem Anwärter für das WM-Team, das Norwegen bei den Skiweltmeisterschaften 2021 in Cortina d’Ampezzo vertrat. Er wurde tatsächlich in den Kader berufen und belegte bei der Abfahrt den 10. Platz, was seine bis dahin beste Platzierung darstellte. Im Januar 2023 verletzte sich Røa bei den Hahnenkammrennen in Kitzbühel schwer, als er kurz vor dem Ziel stürzte. Er zog sich dabei einen offenen Unterschenkelbruch, einen Bruch des Schienbeinkopfs sowie einen Meniskuseinriss zu.

## Erfolge

### Weltmeisterschaften
- Cortina d’Ampezzo 2021: 10. Abfahrt, 17. Super-G, 19. Alpine Kombination

### Weltcup
- 1 Platzierung unter den besten 20

### Weltcupwertungen
| Saison  | Gesamt | Gesamt | Abfahrt | Abfahrt |
| Saison  | Platz  | Punkte | Platz   | Punkte  |
| ------- | ------ | ------ | ------- | ------- |
| 2020/21 | 115.   | 23     | 39.     | 23      |
| 2022/23 | 149.   | 8      | 54.     | 8       |

### Europacup
- 7 Platzierungen unter den besten zehn, davon 1 Sieg:

| Datum           | Ort                  | Land       | Disziplin |
| --------------- | -------------------- | ---------- | --------- |
| 11. Januar 2018 | Saalbach-Hinterglemm | Österreich | Abfahrt   |

### Weitere Erfolge
- 1 Sieg im Nor-Am Cup
- 1 Podestplatz im South American Cup
- 13 Siege in FIS-Rennen

### Juniorenweltmeisterschaften
- Hafjell 2015: 4. Abfahrt, 12. Super-G, 16. Riesenslalom, 23. Kombination